# Jonathan Bourne

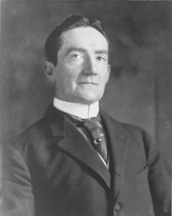
Jonathan Bourne

Jonathan Bourne, Jr., född 23 februari 1855 i New Bedford, Massachusetts, död 1 september 1940 i Washington, D.C., var en amerikansk republikansk politiker. Han representerade delstaten Oregon i USA:s senat 1907–1913.
Bourne studerade vid Harvard University. Han flyttade 1878 till Portland, Oregon. Han studerade sedan juridik och inledde 1881 sin karriär som advokat i Oregon. Han var dessutom verksam som affärsman och jordbrukare.
Bourne efterträdde 1907 Frederick W. Mulkey som senator för Oregon. Han efterträddes 1913 av Harry Lane. Bourne var sedan verksam inom affärslivet i Oregon och i Massachusetts. Han flyttade sedan till Washington, D.C. där han var verksam inom tidningsbranschen.
Bourne avled 1940 och gravsattes på Cedar Hill Cemetery i Prince George's County, Maryland.